# Джейн Дарвелл
Джейн Дарвелл (англ. Jane Darwell; при народженні Петті Вудард; 15 жовтня 1879, Меріон — 13 серпня 1967, Вудленд-Гіллс) — американська акторка, володарка премії «Оскар» (1941).

## Біографія
Петті Вудард в юності мріяла стати цирковою артисткою, але цьому чинив опір її батько. Все ж пристрасть до виступів не вщухала, і вона вирішила зайнятися акторською кар'єрою.
Грати на сцені почала в театрах Чикаго, а в кіно дебютувала в 1913 році. У наступні два роки акторка повністю присвятила себе кіно, знявшись у понад 20 фільмах, після чого повернулася в театр. Через 15 років театральної кар'єри Джейн Дарвелл з'явилася в Голлівуді у фільмі «Том Сойєр», почавши тим самим другий етап своєї кінокар'єри. У кіно вона зазвичай втілювалв домогосподарок, матерів головних героїв, старших жінок, тіточок і бабусь.
У 1941 році Джейн Дарвелл стала володаркою премії «Оскар» як краща акторка другого плану за роль мами Джоад у фільмі «Грона гніву». 
В цілому за свою кар'єру актоока знялася в понад 180 фільмах, серед яких «Віднесені вітром» (1939), «Диявол і Деніел Уебстер» (1941), «Моя дорога Клементина» (1946), «Фургонщік» (1950), «В клітці» (1950) і багато інших. Її останньою роллю стала стара жінка, що годує птахів, у диснеївському фільмі «Мері Поппінс» (1964).
За внесок у кіноіндустрію США Джейн Дарвелл удостоєна зірки на голлівудській «Алеї слави».
Джейн Дарвелл померла від інфаркту 13 серпня 1967 року в передмісті Лос-Анджелеса у віці 87 років і була похована на меморіальному кладовищі в Глендейлі, Каліфорнія.

## Фільмографія
| Рік  |    | Українська назва                | Оригінальна назва               | Роль                   |
| ---- | -- | ------------------------------- | ------------------------------- | ---------------------- |
| 1914 | ф  | Rose of the Rancho              | Rose of the Rancho              |                        |
| 1914 | ф  | The Man on the Box              | The Man on the Box              |                        |
| 1914 | ф  | The Master Mind                 | The Master Mind                 |                        |
| 1914 | ф  | The Only Son                    | The Only Son                    |                        |
| 1915 | ф  | Hypocrites                      | Hypocrites                      |                        |
| 1915 | ф  | The Goose Girl                  | The Goose Girl                  |                        |
| 1915 | ф  | The Rug Maker's Daughter        | The Rug Maker's Daughter        |                        |
| 1930 | ф  | Том Сойєр                       | Tom Sawyer                      | вдова Дуглас           |
| 1932 | ф  | Back Street                     | Back Street                     |                        |
| 1932 | ф  | Young America                   | Young America                   |                        |
| 1932 | ф  | The Strange Case of Clara Deane | The Strange Case of Clara Deane |                        |
| 1933 | ф  | Ann Vickers                     | Ann Vickers                     |                        |
| 1933 | ф  | Only Yesterday                  | Only Yesterday                  |                        |
| 1933 | ф  | Design for Living               | Design for Living               |                        |
| 1933 | ф  | Скандал у Римі                  | Roman Scandals                  |                        |
| 1934 | ф  | Парад білих халатів             | The White Parade                | міс «Сейлор» Робетс    |
| 1934 | ф  | Кривава імператриця             | The Scarlet Empress             |                        |
| 1934 | ф  | Яскраві очі                     | Bright Eyes                     |                        |
| 1934 | ф  | Fashions of 1934                | Fashions of 1934                |                        |
| 1934 | ф  | Change of Heart                 | Change of Heart                 |                        |
| 1934 | ф  | Journal of a Crime              | Journal of a Crime              |                        |
| 1935 | ф  | Метрополітен                    | Metropolitan                    |                        |
| 1935 | ф  | Кучерява                        | Curly Top                       |                        |
| 1935 | ф  | Paddy O'Day                     | Paddy O'Day                     |                        |
| 1935 | ф  | One More Spring                 | One More Spring                 |                        |
| 1936 | ф  | Бідна                           | Poor Little Rich Girl           |                        |
| 1936 | ф  | Private Number                  | Private Number                  |                        |
| 1936 | ф  | Captain January                 | Captain January                 |                        |
| 1936 | ф  | Ramona                          | Ramona                          |                        |
| 1936 | ф  | The Country Doctor              | The Country Doctor              |                        |
| 1936 | ф  | Craig's Wife                    | Craig's Wife                    |                        |
| 1936 | ф  | Laughing at Trouble             | Laughing at Trouble             |                        |
| 1937 | ф  | Корабель невільників            | Slave Ship                      |                        |
| 1937 | ф  | Love Is News                    | Love Is News                    |                        |
| 1937 | ф  | Fifty Roads to Town             | Fifty Roads to Town             |                        |
| 1937 | ф  | Wife, Doctor and Nurse          | Wife, Doctor and Nurse          |                        |
| 1937 | ф  | The Great Hospital Mystery      | The Great Hospital Mystery      |                        |
| 1938 | ф  | Маленька міс Бродвей            | Little Miss Broadway            |                        |
| 1938 | ф  | Three Blind Mice                | Three Blind Mice                |                        |
| 1938 | ф  | The Jury's Secret               | The Jury's Secret               |                        |
| 1939 | ф  | Віднесені вітром                | Gone with the Wind              | місіс Доллі Мерріуезер |
| 1939 | ф  | Джессі Джеймс. Герой поза часом | Jesse James                     |                        |
| 1939 | ф  | The Rains Came                  | The Rains Came                  |                        |
| 1940 | ф  | Грона гніву                     | The Grapes of Wrath             |                        |
| 1940 | ф  | Брігхем Янг                     | Brigham Young                   |                        |
| 1940 | ф  | Chad Hanna                      | Chad Hanna                      |                        |
| 1941 | ф  | All Through the Night           | All Through the Night           |                        |
| 1941 | ф  | The Devil and Daniel Webster    | The Devil and Daniel Webster    |                        |
| 1942 | кф | The Battle of Midway            | The Battle of Midway            |                        |
| 1942 | ф  | The Loves of Edgar Allan Poe    | The Loves of Edgar Allan Poe    |                        |
| 1943 | ф  | The Ox-Bow Incident             | The Ox-Bow Incident             |                        |
| 1943 | ф  | Tender Comrade                  | Tender Comrade                  |                        |
| 1944 | ф  | Нетерплячі роки                 | The Impatient Years             |                        |
| 1944 | ф  | Sunday Dinner for a Soldier     | Sunday Dinner for a Soldier     |                        |
| 1945 | ф  | Captain Tugboat Annie           | Captain Tugboat Annie           |                        |
| 1946 | ф  | Моя дорога Клементина           | My Darling Clementine           |                        |
| 1948 | ф  | Три хрещених батька             | 3 Godfathers                    |                        |
| 1950 | ф  | Wagon Master                    | Wagon Master                    |                        |
| 1950 | ф  | Caged                           | Caged                           |                        |
| 1950 | ф  | Red Canyon                      | Red Canyon                      |                        |
| 1952 | ф  | Ми не одружені!                 | We're Not Married!              |                        |
| 1953 | ф  | The Bigamist                    | The Bigamist                    |                        |
| 1953 | ф  | Сонце світить яскраво           | The Sun Shines Bright           |                        |
| 1953 | ф  | Affair with a Stranger          | Affair with a Stranger          |                        |
| 1954 | ф  | A Life at Stake                 | A Life at Stake                 |                        |
| 1955 | ф  | Hit the Deck                    | Hit the Deck                    |                        |
| 1956 | ф  | There's Always Tomorrow         | There's Always Tomorrow         |                        |
| 1958 | ф  | The Last Hurrah                 | The Last Hurrah                 |                        |
| 1964 | ф  | Мері Поппінс                    | Mary Poppins                    | пташниця               |